# Điện ảnh Montenegro
Điện ảnh Montenegro (tiếng Serb: Биоскоп у Црна Гора) là tên gọi ngành công nghiệp Điện ảnh của nước Cộng hòa Montenegro.

## Lịch sử hình thành và phát triển

### Phim nổi tiếng
- Imam Nešto Važno Da Vam Kažem (I Have Something Important To Tell You)
- Opet Pakujemo Majmune (Packing the Monkeys, Again!)
- Pogled sa Ajfelovog Tornja (A View from the Eiffel Tower)

### Nhà làm phim tên tuổi
- Dušan Vukotić
- Živko Nikolić
- Veljko Bulajić
- Krsto Papić
- Branko Baletić
- Velimir Stojanović
- Zdravko Velimirović
- Bane Bastać
- Predrag Golubović
- Krsto Škanata
- Milo Đukanović
- Momir Matović
- Marija Perović
- Nikola Vukčević
- Željko Sošić

### Diễn viên nổi tiếng
- Milorad Janketić
- Žarko Laušević
- Miodrag Krivokapić
- Branislav Popović
- Milutin Karadžić
- Branko Babović